# Adam Nordén
Pour les articles homonymes, voir Norden (homonymie).
Adam Nordén, né à Stockholm le 22 avril 1971, est un compositeur suédois travaillant pour le cinéma et la télévision. Son œuvre lui valut plusieurs récompenses et nominations.

## Œuvre
- 1999 – Loveroy (Film)
- 2000 – Flugfällan (Court Métrage)
- 2000 – En häxa i familjen (Film)
- 2001 – Regnspöken (Téléfilm)
- 2001 – På andra sidan (Téléfilm)
- 2001 – Ensamrummet (Téléfilm)
- 2001 et 2002 – Plusieurs épisodes de Beck (Série télévisée)
- 2002 – Livet i 8 bitar (Film)
- 2002 – Just a Kid (Court métrage)
- 2003 – Ramona (Série télévisée)
- 2003 – Capricciosa (film)
- 2003 – Skenbart: En film om tåg (Film)
- 2004 – Direct Action (Film)
- 2004 – Bombay Dreams (Film)
- 2004 – La Sentinelle (Film)
- 2005 – Zozo (Film)
- 2005 – Medicinmannen (Série télévisée)
- 2005 – Varannan Vecka (Film)
- 2005 et 2006 - Saison 1  de Wallander : enquêtes criminelles (Série télévisée)
- 2006 - Kronprinsessan (Série télévisée)
- 2007 - Linas kvällsbok (Film)
- 2007 - Leende guldbruna ögon  (Série télévisée)
- 2007 - Myggan (Série télévisée)
- 2008 - Om ett hjärta (Série télévisée)
- 2008 - Kungamordet (Série télévisée)
- 2008 - Dansen (Film)
- 2008 - Varg (Film)
- 2008 - De Gales Hus (Film)
- 2008 - Konvex-T (Court métrage)
- 2008 - Die Lüge (Téléfilm)
- 2009 - Rosenhill (Court métrage)
- 2009 - Handlarz Cudów (Miracle Seller) (Film)
- 2009 - Forbidden Fruit (Fruit Défendu) (Film)
- 2009 - Commando d'Élite (Film)
- 2010 - Överdos – en film om nästa finanskris (Film documentaire)
- 2010 - Un épisode de Bella Block (Série télévisée)
- 2010 et 2011 - Drottningoffret (Série télévisée)
- 2011 - Un épisode de Unter Anderem Umständen (Série télévisée)
- 2012 - Nobels Testamente (Film) ainsi que ses suites, Studio Sex, Den Röda Vargen, Livstid et En plats i solen
- 2012 - En fiende att dö för (An enemy to die for) (Film)
- 2012 - Odjuret (Téléfilm)
- 2012 - Sune i Grekland (Film)
- 2013 - Concours Eurovision de la chanson 2013 (Thème)
- 2014 - Känn ingen sorg (Film)
- 2016 - Concours Eurovision de la chanson 2016 (Thème)

Adam Nordén a aussi composé les musiques d'attente des chaînes de télévision suédoises SVT1 et SVT2, respectivement en 2003 et 2008.

## Récompenses et nominations
- Une nomination aux World Soundtrack Awards de 2001, dans la catégorie Discovery of the Year (Découverte de l'année), pour un épisode de la série Beck[2].
- Le Best Achievement Award (Récompense pour la meilleure prestation) de l'Institut Suédois du Film, lors de la remise des Guldbagge Awards de 2005, pour la musique du film Zozo[3].
- Le Prix du Meilleur Compositeur de Musique aux Rencontres internationales de télévision de Reims[4] en 2006 pour la série télévisée Om Stig Petrés hemlighet.